# Benedictus Nicolaus Wichmann
Benedictus Nicolaus Wichmann, född 1785 i Stralsund, Svenska Pommern, död 1859 i Stockholm, var en svensk målarmästare och hovmålare. 
Wichmann studerade troligen vid konstakademien under 1814 och han medverkade i Konstakademiens utställningar i Stockholm med ett flertal kopior av andra mästares verk samt med egna kompositioner. På bokauktionen efter Anders de Wahl i Stockholm såldes ett av Wichmanns karikatyralbum som Wichmann ritat på 1820-talet. Hans konst består huvudsakligen av porträttmålningar och karikatyrer. 